# İzzet
İzzet ist ein türkischer männlicher Vorname arabischer Herkunft und bedeutet „Wert“ oder „Größe“. İzzet tritt auch als Familienname auf.

## Namensträger

### Osmanische Zeit
- Ahmed İzzet Pascha (1864–1937), osmanischer Soldat und Großwesir
- Hasan İzzet Pascha (1871–1931), osmanischer General

### Vorname
- İzzet Avcı (* 1949), türkischer Bogenschütze
- Izet Hajrović (* 1991), bosnisch-schweizerischer Fußballspieler
- İzzet İnce (* 1981), türkischer Gewichtheber
- İzzet Türkyılmaz (* 1990), türkischer Basketballspieler
- İzzet Yıldırım (* 1984), türkischer Fußballspieler

### Familienname
- Muzzy Izzet (* 1974), türkischer Fußballspieler
- Yusuf Izzet Pascha (1876–1922), tscherkessischer Offizier